# Jessie Margaret Murray
Jessie Margaret Murray (geboren am 9. Februar 1867 in Hazaribagh, Indien; gestorben am 25. September 1920 in London, England) spielte als Mitgründerin und Direktorin der Medico-Psychological Clinic in London eine wichtige Rolle in der Geschichte der Psychoanalyse in England.

## Leben und Werk
Murray wurde 1867 als Älteste von drei Schwestern in Hazaribagh in Indien geboren, wo ihr Vater, Hugh Murray, als Leutnant der Royal Artillery diente. 1880 kehrte die Familie nach Großbritannien zurück. Im Jahr 1900 begann sie ein Medizinstudium an der London School of Medicine for Women, welches sie 1909 mit dem Bachelor der University of Durham abschloss. Sie war besonders an Themen der neu aufkommenden Medizinischen Psychologie interessiert und hörte nach Abschluss des ersten Studiums Vorlesungen bei Pierre Janet in Paris. Ab 1908 studierte sie mit einigen Unterbrechungen Psychologie am University College London und promovierte 1919 an der Universität von Durham zum Doktor der Medizin.
Zusammen mit ihrer Freundin Julia Turner gründete sie 1913 die Medico-Psychological Clinic, die später in Brunswick Square Clinic umbenannt wurde. Seit 2015 bot die Klinik als erste in Großbritannien dreijährige Ausbildungskurse in Psychoanalyse am, die auch eine Lehranalyse einschlossen, die in der Regel von Jessica Muray und Julia Turner durchgeführt wurden. Die meisten Studierenden hatten keine medizinische Ausbildung und zählten damit zu den sogenannten Laienanalytikern. Zu den Absolventen gehörten u. a. Marjorie Brierley, Mary Chadwick, James Glover, Iseult Grant-Duff, Susan Isaacs, Nina Searl und Ella Sharpe. Murray leitete die Klinik bis zu ihrem Tod, die zwei Jahre nach ihrem Tod wegen Überschuldung geschlossen werden musste.
Murray war berufspolitisch sehr engagiert und Mitglied zahlreicher Fachverbände, u. a. der British Medical Association, der Royal Society of Medicine, der Society for Psychical Research, der British Society for the Study of Sex Psychology und der British Association for the Advancement of Science.
Darüber hinaus setzte sie sich für das Frauenwahlrecht im Vereinigten Königreich ein und war Mitglied der Women’s Freedom League und der Women's Tax Resistance League. Im Jahr 1910 nahm sie, zusammen mit dem Journalisten Henry Noel Brailsford, Zeugenaussagen der Suffragetten auf, die während der Demonstrationen am Schwarzer Freitag (1910) misshandelt worden waren. Sie veröffentlichte ein Memorandum, welches dem Innenministerium vorgelegt wurde, verbunden mit dem formellen Antrag auf öffentliche Untersuchung, die der damalige Innenminister Winston Churchill aber verweigerte.

## Schriften
- Nervous Functional Diseases from the Point of View of Modern Clinical Psychology. Durham, Thesis (M.D.) 1919
- Vorwort zu Marie Charlotte Carmichael Stopes und Mrs. Humphrey Verdon Roe: Married Love, a New Contribution to the Solution of Sex Difficulties. London 1920
- mit Henry Noel Brailsford: The Treatment of the Women's Deputations by the Metropolitan Police. London 1911